# Blackburn (Missouri)
Pour les articles homonymes, voir Blackburn (homonymie).
Blackburn est une ville des comtés de Lafayette et Saline, dans le Missouri, aux États-Unis,. Située en limite des deux comtés, elle est fondée en 1880 et incorporée la même année.
Cette ville, bien que petite, possède une économie locale dynamique centrée sur l'agriculture, en particulier la culture du maïs et du soja.
La ville est également connue pour ses fêtes annuelles qui célèbrent l'héritage agricole de la région. 
L'une des principales attractions de Blackburn est le parc historique de la ville, qui abrite plusieurs bâtiments datant du XIXe siècle et offre un aperçu de la vie à Blackburn à cette époque. 
De plus, la ville organise chaque année un festival d'automne qui attire des visiteurs de tout le comté, mettant en vedette des artisans locaux, des musiciens et des spécialités culinaires régionales.

## Démographie
Lors du recensement de 2010, la ville comptait une population de 249 habitants. Elle est estimée, en 2017, à 239 habitants.

### Source de la traduction
- (en) Cet article est partiellement ou en totalité issu de l’article de Wikipédia en anglais intitulé « Blackburn, Missouri » (voir la liste des auteurs).